# 哥倫比亞特區建州運動
哥倫比亞特區建州運動是一項政治運動，倡導將美國的行政中心哥倫比亞特區成為美國的一州，以向哥倫比亞特區的納稅人提供在國會中的投票權並完全控制當地事務。哥倫比亞特區目前是美國國會直接管轄的聯邦地區。根據《美國憲法》賦予國會的接納新州加入聯邦的權力，可以通過國會法案實現該區的建州。關於建州的替代建議包括回歸馬里蘭州和投票權改革。

## 歷史

### 2020年代
2021年4月22日，美國眾議院以216票同意、208票反對的票數通過將哥倫比亞特區列為美國第51州的法案。

### 2023年
2023年5月，內布拉斯加州議會代表林肯市的參議員丹妮爾·康拉德（Danielle Conrad）和喬治·鄧根（George Dungan）提出第146號立法決議，敦促內布拉斯加州的國會代表在倘若該州立法機構通過此決議的情況下支持在作為首都的哥倫比亞特區建州，這對於國會代表來說將是一種不具約束力的倡議。.

## 另見
- 美國第51州
- 加入美國聯邦（英语：Admission to the Union）
- 2016年華盛頓哥倫比亞特區建州公投（英语：2016 Washington, D.C. statehood referendum）
- 波多黎各建州運動

## 外部連結
- District of Columbia Statehood movement official website （页面存档备份，存于）